# Ключка

Польова й воротарська ключки для хокею з шайбою

Клю́чка (діал. кові́нька) — ціпок з гаком на одному кінці, який використовується в багатьох спортивних іграх з м'ячем чи шайбою.
Серед видів спорту, які використовують ключки: гольф, флорбол і різні варіанти хокею, а також власне український вид спорту — «ковіньки».
Довжина ключки, а також характеристики гака на її кінці регламентуються правилами змагань.

## Назва
Слово ключка — зменшувальне від «клюка» (прасл. *kljuka) і споріднене з «ключ» і «клюкати». Буквально — «гачкувата палиця». Ключками називалися різноманітні гаки, вживані в господарстві (для підвішування колиски, відра на коромислі тощо, витягання сіна зі стогу, ятерів і верш з води, протягання ниток основи крізь бердо і начиння, та ін.).
Щодо ключок для народних ігор (які нагадували хокей) також вживали слова «ковінька» й «ковизка».

## Види ключок
| Фото | Назва                       | Опис | На Вікісховищі                                                         |
| ---- | --------------------------- | --- | ---------------------------------------------------------------------- |
|      | Ключка для гольфу           | Виділяють до 29 різновидів ключок для гольфу, але в одній грі використовують не більше 14. Вони розрізнюються за формою гака і за призначенням. | Вікісховище має мультимедійні дані за темою: Ключки для гольфу         |
|      | Ключка для поло             | Кийок для гри в поло скоріше є не ключкою, а «довбешкою» чи «киянкою»: він має форму дерев'яного молотка, схожого на молоток для крокету        |                                                                        |
|      | Ключка для хокею з шайбою   | Існують два типи ключок для хокею з шайбою: для польових гравців і воротарські, які відрізняються ширшою нижньою частиною                       | Вікісховище має мультимедійні дані за темою: Ключки для хокею з шайбою |
|      | Ключка для хокею з м'ячем   | У хокею з м'ячем ключки мають лише польові гравці. У воротарів вони відсутні                                                                    |                                                                        |
|      | Ключка для хокею на траві   | Ключка для хокею на траві має сильно вигнутий, короткий гак                                                                                     | Вікісховище має мультимедійні дані за темою: Ключки для хокею на траві |
|      | Ключка для індорхокею       | |                                                                        |
|      | Ключка для підводного хокею | Злегка вигнута, дуже коротка ключка (30 см). Ключки захисників дещо ширші, ніж ключки нападників.                                               |                                                                        |
|      | Ключка для следж хокею      | |                                                                        |
|      | Ключка для флорболу         | Ключки для флорболу мають довжину до 105 сантиметрів і вагу не більше 350 грамів. Гак сітчастий.                                                |                                                                        |